# شبه جزيرة هت بوينت
شبه جزيرة هت بوينت () هي شبه جزيرة طويلة وضيقة من 3 إلى 5 كيلومتر (2 إلى 3 ميل) عرضها و24 كيلومتر (15 ميل) طولها، وتقع في الجنوب الغربي من منحدرات جبل إريباص في جزيرة روس في القارة القطبية الجنوبيةالقارة القطبية الجنوبية. يقع في شبه جزيرة هت بوينت قاعدة ماك موردو الأمريكية وقاعدة سكوت النيوزيلندية، وهما محطات أبحاث في القارة القطبية الجنوبية.
قامت البعثة البريطانية الوطنية في القطب الجنوبي بقيادةروبرت فالكون روبرت فالكون سكوت ببناء كوخ في هت بوينت وهي نقطة صغيرة تقع علي بعد1,5 كيلومتر (1ميل) شمال شرق كيب ارميتاج الرأس الجنوبي لشبة الجزيرة وأثناء الرحلات يستخدمون الكوغ
جيولوجيا
يتكون شبة الجزيره من سلسلة من البازلتية الجفاء المخاريط، الفوهات و القباب التي تشكلت في 1340000 من السنوات الماضية
جغرافية الجزيرة
تم رسم العديد من الجغرافيا في الجزيرة بواسطة العديد من الرحلات الاستكشافية يوجد على الساحل الغربي منحدرات هوتون وان هذا الاسم يرجع إلي الكابتن هوتون من متحف كانتربري كرايستشيرس، نيوزيلندا وفي الجنوب توجد نقطة رودجرز التي سميت عام 2000 من قبل مجلس نيوزيلندا الجغرافي علي اسم ثيلما رودجرز أول امرأة تقضي الشتاء علي الجزيرة في سكوت بيس وفي الجنوب نقطة نوب وهي نقطة ساحلية مستديرة تم تبني هذا الاسم من اللجنة الاستشارية وتوجد منحدرات الخطر وهي منحدرات جليدية شديدة الانحدار تنتهي غربا في انخفاض شديد الي خليج إريبس تم التسمية من قبل البعثة فقد seaman george T.vince لأن قضي حياته هنا ثم انزلق وسقط في البحر